# Apanteles murcia
Apanteles murcia är en stekelart som beskrevs av Nixon 1965. Apanteles murcia ingår i släktet Apanteles och familjen bracksteklar. Inga underarter finns listade i Catalogue of Life.